# Naumachos
Naumachos, storie di mare e di vento è una serie TV co-prodotto da Rai 2 ed Antenne 2, realizzata dalla Poseidon s.r.l. e in onda su Rai 2 in seconda serata dal 4 ottobre all'8 novembre 1984 ed  è tratto dall'omonimo romanzo dello scrittore Stefano Carletti. È stato girato a Ponza. e acque maltesi. Diretto da Bruno Vailati.

## Episodi
| Stagione | Episodi | Inizio         | Fine            |
| -------- | ------- | -------------- | --------------- |
| 1°       | 6       | 4 ottobre 1984 | 8 novembre 1984 |

### Lista episodi
| Episodio | Titolo                 | In onda         |
| -------- | ---------------------- | --------------- |
| 1        | "U'malu pisci"         | 4 ottobre 1984  |
| 2        | "Fumo"                 | 11 ottobre 1984 |
| 3        | "L'isola degli squali" | 18 ottobre 1984 |
| 4        | "La mano di pietra"    | 25 ottobre 1984 |
| 5        | "40 nodi"              | 1 novembre 1984 |
| 6        | "Il leone di Giuda"    | 8 novembre 1984 |